# 塩沼

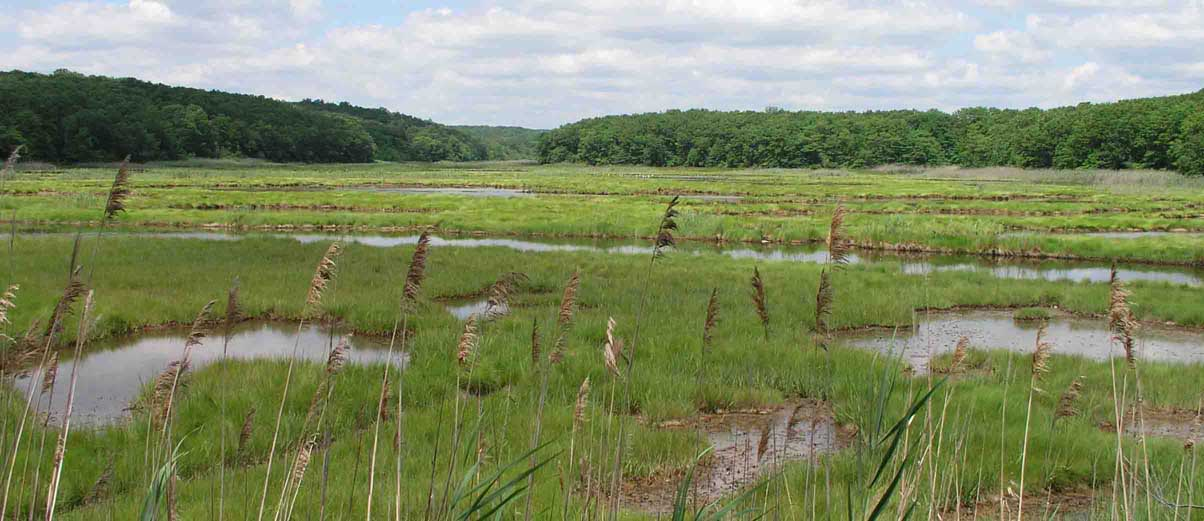
アメリカ合衆国コネチカット州大西洋沿岸の塩沼

塩沼（えんしょう、英語：salt marsh）もしく塩性湿地、塩性沼沢とは、海岸にある湿地・沼地であり、海に近いため潮汐の影響により、時間帯により塩水・汽水に冠水するか、または陸地となる地形である。干潟全般よりも波浪の影響を受けにくい場所に分布しており、通常、塩生植物の繁殖が見られる。低緯度地帯では分布が少なく、同様の環境ではマングローブ林となっている。